# Shirahama
Shirahama (jap. 白浜町 Shirahama-chō) – miasto w Japonii, na wyspie Honsiu, w prefekturze Wakayama. Według danych na rok 2020 miejscowość zamieszkiwało 20 262 mieszkańców , a gęstość zaludnienia wyniosła 100,8 os./km².